# 磔

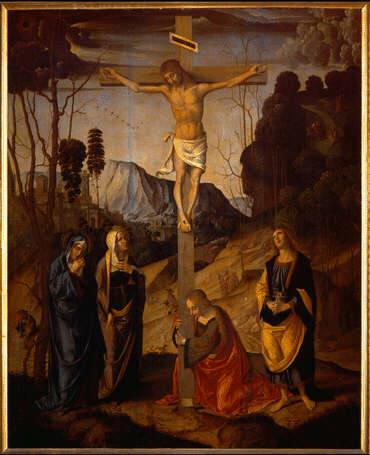
Crucifixion of Jesus by Marco Palmezzano (Uffizi, Florence), painting c. 1490

磔（はりつけ、英語: crucifixion）とは、罪人を板や柱などに縛りつけ、槍などを用いて殺す公開処刑の刑罰のこと。磔刑（たっけい）。
磔に使われる台（磔台）の形状として、キリストの磔刑図や時代劇で見られる十字形の他、逆十字形、I字形、X字形、Y字形、IとX字の組み合わせなどがあり、時代・場所によって異なる形状が使われた。また、刑の内容や執行主体によって使い分けられることがあった。

## 概説
磔の方法として、頭を上にする方法の他、頭を下にする方法（逆さ磔）、ブリッジなどの不自然な体位で磔ける方法があった。磔けたあと死亡に至らしめる方法としては、槍などを使ってとどめを刺す方法の他、重傷を負わせて放置する方法、何もせずに呼吸困難で死ぬに任せる方法があった。
変わった物として、ドルイド信仰の一種として、森林を違法に伐採した場合、樹木に負わせた傷と同じ傷を犯人に負わせて木に縛り付け、樹木が許してくれるまで磔にするという刑罰があった。
十字形の磔台はキリスト教とともに日本に伝わったという説がある。

## 日本における磔

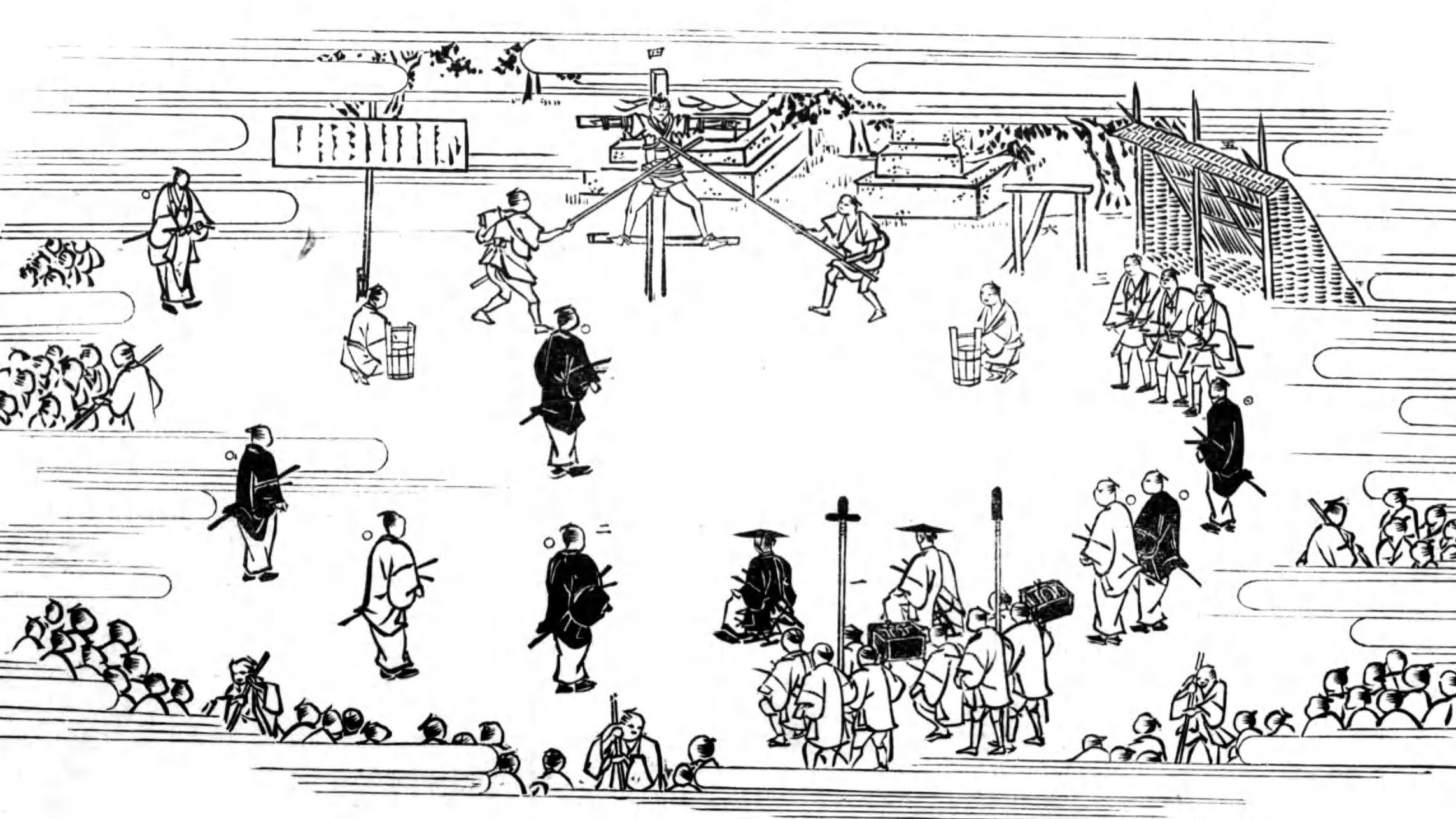
江戸時代の磔（『刑罪詳説』）。

日本における磔は、『源平盛衰記』に養和元年（1181年）河野通信が額入道西寂を「八付」にしたとあるのと、『平治物語』に屋島の戦い後に源頼朝が長田忠致父子を土磔にしたとあるのが古い例である。

### 磔の種類
日本の江戸時代中期以降における磔は、磔刑と鋸挽きの場合に行われた。受刑者は小伝馬町の牢屋敷から引き出され、付加刑として引廻しにされた。磔に処される罪は親殺しや主人殺し、関所破りや贋金作りなどであった。

### 磔刑の方法
処刑は小塚原と鈴ヶ森の刑場で公開で行われたが、在方で罪を犯した場合はその地で行うこともあり、関所破りをした場合にはそこで磔にすることが規定されていた。牢内で罪を認めた後に獄死した者に対しても死体を塩漬けにして保存しておき、判決が出された後に磔が執行された。
まず、刑場において地面に置いた磔柱に縄で手首・上腕・足首・胸・腰部を固縛し衣類を剥ぎ取り（槍で突き上げるために両乳房から脇腹を露出するよう衣類の一部を剥ぎ、剥いだ布を体の中央で束ねて縛る）、数人掛りで磔柱を立て、柱の下部を地面に掘った穴に入れ、垂直に立てた。磔柱の形状は、男性用が「キ」の字、女性用が「十」の字で、男性用は股間部に、女性用は足の下に体重を支える台があった。このため男性は大の字の形になり、女性は十の形となって柱に身動きできないように固縛された。
検使の与力は弾左衛門の手代から執行の準備が整った旨の報告を受け、同心に命じて最期の人改めを行い、受刑者が本人であることを確認させる。
槍を構えた執行役が手代の合図で2人磔柱の左右に並び、最初は受刑者の目前で槍を交叉させた。これを「見せ槍」と称した。次に「アリャアリャ」という掛け声ともに、槍でねじり込むようにまず右脇腹から左肩先にかけて受刑者を串刺しに貫き(穂先が肩先から一尺出るのが正式とされる)、次に左脇腹から右肩先へ貫通させ、その後は同様の手順で左右交互に槍を貫通させる。受刑者は主に出血多量か外傷性ショックにより2・3回目の貫通で絶命したが、死後もこれを30回ほど繰り返した。槍の柄に血が伝わらないよう、突き通すたびに槍をひねり、藁で槍に付いた血を拭う。脇腹の傷口からは鮮血が吹き出し、内臓を抉られるので、腸などの内臓や残留消化物などが掻き出され、凄惨な有様であったという。即ち、西洋の磔刑とは死に至る過程・方式が全く異なり、事実上は槍による刺殺刑といえる。消化器から肺まで広範な臓器に損傷を与えるため、またしばしば槍が骨につかえたりする場合もあった。
最後に長い熊手で罪人の髷をつかんで顔を上に向かせ、槍を右から左上にかけて受刑者の喉に刺し通す。これを「止めの槍」という。死体はその後3日間放置状態で晒された後、穴に放り込んで片付け、あとは烏や野犬が喰うにまかせた。
名和弓雄によると、祖父は大垣藩寺社奉行吟味方与力であり、再三磔の検視に行ったが、磔を初めて見る者はあまりにも凄惨な光景に、大概気分を悪くしたという。
東京都品川区の鈴ヶ森刑場跡には、かつて磔柱を立てるために使用された礎石が残されている。
映画『人斬り』では、岡田以蔵が磔によってその生涯を閉じる場面がラストシーンに描かれているが、史実の以蔵は、磔ではなく打首に処されている。また、昭和期の時代劇においてしばしば「磔獄門」という台詞が見られるが、前述の通り、磔に処された遺体は放置され、改めて斬首することはないため、考証上は誤った表現である。

### その他の磔
上記の磔は江戸町奉行所の行うもので、他の奉行所や藩では細部が異なっていた。また江戸時代前期以前の磔刑の方法はさまざまで、藩や大名によりかなりの差があった。「串刺刑」などの名称で記録に残っているものも、実際には磔であった場合もある。また鎌倉期には地面に置いた戸板に手足を釘づけにする形も行われた。
『長倉美徳覚書』の記述として、水戸那珂の戸村で夫を殺害した女性（当初は溺死に偽装されていたが刺し傷で発覚）が「逆磔」の刑にされ、全身の血が頭に下がり、苦痛の唸り声が村中に聞こえた末、2、3日後、絶命したという記述があり、時間をかけた見せしめの意味合いがあった。
生類憐れみの令に対する反発から千住宿の路地において、「この犬、公方の威をかり、諸人を悩ます。よってかくの如く行うものなり」の札が掲げられた状態で、私刑で2匹のイヌが磔にされた。動物を磔にする故事は、紀元前の中国にも見られ、張湯の幼少期のネズミの磔が知られる（「動物裁判#文献」も参照）。
小説などでは肛門を槍で刺す方法が描かれることがあるが、現実には技術的に相当執行困難であったと思われる。
海岸において、満潮時には頭が海中に没するように頭を下にして磔けることを「水磔」と言ったが、これは「逆さ吊」の一種で「磔」とは別物である。

## ギリシア・ローマの磔刑

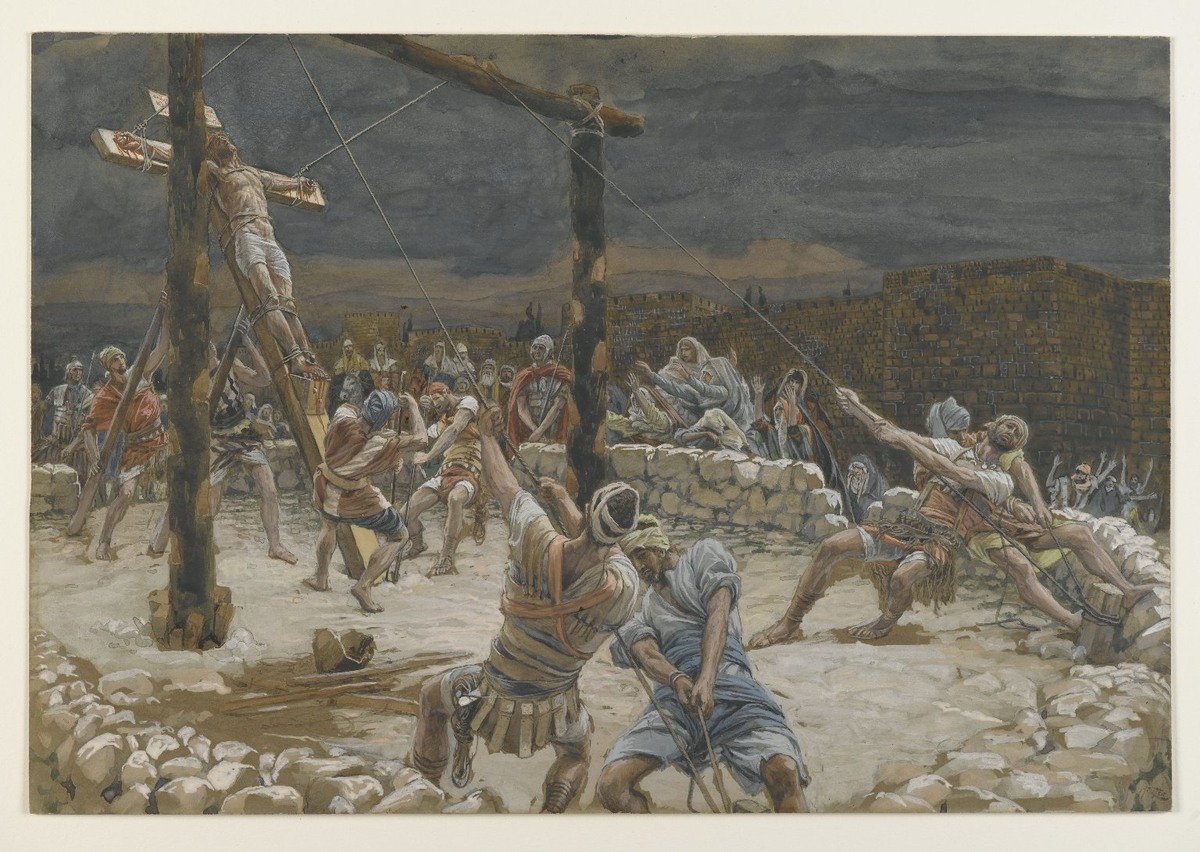
ジェームズ・ティソ画による引き起こされる十字架

ナザレのイエスが受けた磔刑についてはキリストの磔刑を参照。十字架刑とも呼ばれる。ギリシア・ローマでは不名誉な罪に対する罰として磔刑が行われた。特にローマでは国家の裏切り者に対して行われた。ユダヤ属州において、なぜナザレのイエスが磔刑を受けることになったか、その経緯については諸説ある。
磔刑の受刑者は鞭を打たれることになっていた。この鞭は強力なもので、打たれた者は皮膚が裂け出血するほどである。場合によっては打たれた者が死亡することがある。しかし、むち打ちで死亡させるとこの後の死刑執行が無意味になってしまうので、程々に打たれたものであろう。鞭打ちの後、磔刑の受刑者は刑場まで自力で十字架の横木を運ぶことになっていたとされるが、受刑者が先に行われた鞭打ちで横木を運べない状況の場合、通りかかった者を徴用して運ばせた場合もあったようである。
刑場に到着すると、寝かされた状態で、まず受刑者は十字架に釘で固定される。衣服は奪われ裸にされる。刑架は初めから十字架型になっている場合と、縦木と横木が分離されている場合があり、後者の場合はまず横木に受刑者の広げられた両手首を釘打ちされ、その状態で横木を吊り上げ、予め垂直に立てられた縦木に組み込まれて十字型若しくはT字型にされた。その後脚部を釘打ちされた。磔刑図では、よく手のひらを釘で磔台に打ち付けた姿が描かれるが、手のひらに釘を打つと、体重を支えきれず手が裂けて体が落ちてしまうので、手首の橈骨（とうこつ）と尺骨（しゃっこつ）と手のひら付け根の手根骨（しゅこんこつ）との間に釘が打たれた。この位置であれば自重を支えることが可能であり、骨折もなく、出血も比較的少量で済む。この位置に釘を打つと正中神経が破壊され、手と腕は麻痺する。更に脚を45度曲げた状態で足を打ち付ける。これにより杭が引き起こされてからは、受刑者は不自然な姿勢を取らざるを得なくなり、自重を支えるのが困難となる。
杭が引き起こされ立てられて固定されると、受刑者の両腕に自重がかかり、受刑者は肩を脱臼する。その結果、胸に自重がかかり横隔膜の活動が妨げられる。受刑者は呼吸困難になり、血中酸素濃度は低下する。血中酸素濃度の低下により心臓は心拍数を高め、これが血中酸素濃度の低下に拍車をかける。やがて受刑者の全身の筋肉は疲弊し、肺は肺水腫を起こし、さらに酸素が欠乏し、心筋は疲弊し尽くして機能を停止し、受刑者は絶命に至る。この過程は相当な苦痛を伴うものであるため、周りで見ている人々が受刑者の苦痛を軽減するためにぶどう酒などを与えることも許されたようである。この後刑吏が受刑者に槍を刺し死亡を確認することがあったという。
また、腰や足の下に支え板があったり、胴をロープなどで縛り付けることにより絶命までの時間を引き延ばし、苦痛を増大させることができた。逆に処刑を急ぎたい場合は、脚の骨を折った。